# ريتشارد بويي
ريتشارد بويي هو محامي وقاضي وسياسي أمريكي، ولد في 23 يونيو 1807 في واشنطن العاصمة في الولايات المتحدة، وتوفي في 12 مارس 1881 في روكفيل في الولايات المتحدة. نشط حزبياً في حزب اليمين. وقد انتخب عضو مجلس النواب لولاية ماريلند ‏ وانتخب عضو مجلس النواب الأمريكي ‏.